# Ivanivka, Peatîhatkî
Ivanivka (în ucraineană Іванівка) este un sat în comuna Lozuvatka din raionul Peatîhatkî, regiunea Dnipropetrovsk, Ucraina.

## Demografie
Componența lingvistică a localității Ivanivka
     Ucraineană (96,32%)
     Rusă (2,94%)
Conform recensământului din 2001, majoritatea populației localității Ivanivka era vorbitoare de ucraineană (96,32%), existând în minoritate și vorbitori de rusă (2,94%).